# Hemeroteca Digital de la Biblioteca Nacional de España
La Hemeroteca Digital de la Biblioteca Nacional de España es una hemeroteca digital de acceso libre, mantenida por la Biblioteca Nacional de España y vinculada a la Biblioteca Digital Hispánica.
Fundada en marzo de 2007, hacia 2011 había digitalizado más de 840 títulos de prensa —de los cerca de 8000 con los que contaría la Biblioteca—, número que habría ascendido a 1681 a finales de 2015. La colección, en formato pdf, hace uso de tecnología OCR (reconocimiento óptico de caracteres) que permite la búsqueda de cadenas de texto en los periódicos y revistas.